# Hydrotaea malaisei
Hydrotaea malaisei är en tvåvingeart som beskrevs av Fritz Isidore van Emden 1965. Hydrotaea malaisei ingår i släktet Hydrotaea och familjen husflugor. Inga underarter finns listade i Catalogue of Life.